# Државни савјет Турске Републике
Државни савјет Турске Републике (тур. Türkiye Cumhuriyeti Danıştay) највиши је управни суд у Турској. Његово сједиште се налази у граду Анкари.
При Државном савјету налази се државни тужилац.